# Pietro Baldassari
Pietro Baldassari (* vor 1680 in Rom (unsicher); † nach 1768) war ein italienischer Komponist und katholischer Geistlicher.

## Leben und Wirken
Der Geburtsort Rom wurde in neuerer Zeit von Musikhistorikern in Zweifel gezogen, seit aufgefundene Dokumente auf Brescia hindeuten, wo der Name häufiger vorkommt. Über das Geburtsjahr und die frühe Zeit von Pietro Baldassari konnte die musikhistorische Forschung noch keine Erkenntnisse gewinnen; auch sein Sterbeort und das Sterbedatum waren bisher nicht zu ermitteln. Das erste belegbare Faktum war seine Bewerbung um Aufnahme als Musiker an San Marco in Venedig im Jahr 1689; nach entsprechenden Prüfungen wurde er aber zweimal abgelehnt. Schließlich wurde er dort am 16. Februar 1690 als Bass-Sänger aufgenommen; in dieser Position blieb er bis mindestens 1708. In dieser Zeit war er auch Mitglied der Congregazione di Santa Cecilia (Cäcilien-Verein). Belegt ist auch, dass im Jahr 1707 zum Namenstag der Kaiserin Amalie Wilhelmine in Wien seine Serenata „Il giudizio di Paride“ (Das Urteil des Paris) aufgeführt wurde und 1709 in Brescia sein Oratorium „Applausi eterni“. Darüber hinaus wirkte der Komponist im Jahr 1713 bei einer Aufführung an der Kirche Chiesa della Pace in Brescia mit. Für die Jahre 1713 und 1715 gibt es Belege über seine Aufenthalte in Venedig. Ab dem Jahr 1714 war er Kapellmeister bei der Congregazione di Oratorio di San Filippo Neri an dieser Kirche in Brescia, und zwar mindestens bis 1768; darüber hinaus war er auch bis 1754 maestro di cappella an der Kirche San Clemente in Brescia. Im Dezember 1717 bewarb er sich erfolglos an der Basilika Santa Maria Maggiore in Bergamo. In den Rechnungsbüchern von San Filippo Neri sind mehrfache Zahlungen an ihn selbst oder für Kopien seiner kirchenmusikalischen Werke vermerkt, wie Requiem, Vesperpsalmen, Hymnen und Kantaten. Nach 1768 verliert sich Baldassaris Spur; weder das Datum noch der Ort seines Ablebens wurden bisher bekannt.

## Bedeutung
Die genannte Serenata „Il giudizio di Paride“ basiert auf der bekannten griechischen Sage, in der drei griechische Göttinnen von dem Helden Paris die Beurteilung verlangen, welche von ihnen die schönste sei. In der Serenata stellt Gott Jupiter fest, dass Kaiserin Amalie Wilhelmine die Vorzüge aller drei Göttinnen besitze. Die Musik im zeitgenössischen barocken Stil zeigt gediegene kontrapunktische Arbeit. Außer der zeitgemäß üblichen Begleitung weisen die Da–capo–Arien auch die Besetzung mit ein bis zwei Violen da gamba auf, in einem Fall sogar Solo-Violinen mit Doppelgriffen.
Die Sonaten für Zink haben den Charakter von dreisätzigen Konzerten. Die jeweils ersten Sätze besitzen die Form eines Ritornells nach dem Vorbild Vivaldis, während die Schlusssätze menuettartig bzw. imitierend gehalten sind.
Die kirchenmusikalischen Werke Baldassaris (Oratorien und geistliche Kantaten) sind ausnahmslos verlorengegangen. Belegt ist, dass fünf seiner Oratorien zwischen 1721 und 1725 in Bologna aufgeführt wurden, darunter im Mai 1722 La santità riconciliata col mondo mit der Sängerin Margherita Durastanti. Außerdem besaß der Komponist Giambattista Martini (1706–1784) in seiner Sammlung die Libretti von einigen dieser Werke und einen Brief Baldassaris vom 21. Februar 1768. In dem Brief bekundet dieser die Absicht, eine Sammlung von zwölf Psalmen dem berühmten Sänger Farinelli (1705–1782) zu widmen.

## Werke
- Vokalwerke: Oratorien und geistliche Kantaten (alle verschollen)
  - Applausi eterni dell’amore manifestato nel Tempo (Textdichter: unbekannt), Uraufführung: Brescia 1709
  - La vera idea del ben chiedere mercede (TD: unbekannt), UA: Pavia 1714
  - Cantata nella nascita di Nostre Signor Gesù Cristo (TD: unbekannt), UA: Brescia 1715
  - Le sagre contese dell’Amore e dell’Umiltà per il cuore di San Filippo Neri, UA: Bologna 1721
  - La santità riconciliata col mondo per opera di San Filippo Neri (TD: unbekannt), UA: Bologna 1722
  - Santa Maria Maddalena de’ Pazzi (TD: unbekannt), UA: Bologna 1723
  - La fuga in Egitto del bambino Giesù (TD: unbekannt), UA: Bologna ohne Jahreszahl
  - Componimento musicale per la creazione di N. S. Benedetto XIII (TD: Bartolomeo Ferrari), UA: Brescia 1724
  - L’umiltà coronata (TD: Giannalberto Bianchi), UA: Bologna und Mailand 1725
  - Dramma Per il novello oratorio eretto nella chiesa vecchia da’ PP della Congregazione di Brescia (TD: Francesco Cappello), UA: Brescia 1747
- Sonstige Werke
  - Benedictus für Singstimmen
  - 2 Sonaten F–Dur für Zink, Streicher und Basso continuo (Baldassaris Autorschaft nur für eine davon gesichert)
  - Componimento per musica Il giudizio di Paride corretto dalla giustizia di Giove (Text: Liberio Nicomede Cyni), Uraufführung: Wien, 10. Juli 1707
  - Cantate per musica I trionfi della fede in Brescia o sia i privilegi della di lei antichità e purità nella Medesima, Uraufführung: Brescia 1715
  - Sonate für Cembalo, in der Sammlung Raccolta musicale op. 1, Nürnberg 1756